# Virginia Proctor Powell Florence
Virgínia Proctor Powell Florence (1 d'octubre de 1897 - 1991) va ser una pionera en la història afroamericana com en la història de la biblioteconomia. El 1923 es va convertir en la primera dona negra dels Estats Units a obtenir un títol de bibliotecari. Aquest fet, la va convertir en la segona afroamericana que es va formar formalment en biblioteconomia, després de Edward Christopher Williams.

## Joventut i educació
Virginia Proctor Powell Florence va ser l'únic fill nascut de Sòcrates Edward i Caroline Elizabeth (Proctor) Powell l'1 d'octubre de 1897 a Wilkinsburg, Pennsilvània. Powell Florence va passar els seus primers anys a Wilkinsburg fins que la seva mare i el seu pare van morir el 1913. En aquell moment Powell Florence es va traslladar a Pittsburgh per viure amb la seva tia.
Després de traslladar-se a Pittsburgh, Powell Florence es va graduar a la Fifth Avenue High School de Pittsburgh el 1915. Va seguir els passos de la seva mare i va continuar la seva formació a l'Oberlin College d'Oberlin, Ohio. El 1919, Powell Florence va obtenir el títol de Llicenciada en literatura anglesa a Oberlin, i va formar part de la seva plantilla. Es va traslladar a Pittsburgh, on, tot i tenir una formació i experiència adequades, no va poder assolir el seu objectiu de dedicar-se a l'ensenyament i va passar un temps treballant en un saló de bellesa de la seva tia. Conscient de la seva passió pels nens i els llibres, la seva parella, Charles Wilbur Florence, la va animar a continuar els estudis de biblioteconomia.
Durant una època en què els afroamericans rarament eren considerats per ser admesos en universitats, predominantment blanques, Powell Florence va ser avaluada favorablement per la Pittsburgh Carnegie Library School, avui University of Pittsburgh School of Information Sciences. Hi va haver molt debat sobre la possibilitat de permetre a una persona negra formés part del col·lectiu d'estudiants del centre. Els funcionaris de l'escola estaven preocupats per com podrien reaccionar els estudiants blancs al tenir un company negre. També es qüestionava la probabilitat que Powell Florence trobés feina quan finalitzés els seus estudis. Cap biblioteca de la zona de Pittsburgh mai havia contractat a una persona negra amb la quantitat de formació formal que Powell Florence tindria després de la seva graduació. Després de considerar-ho, els directors de l'escola van decidir admetre Powell Florence el 1922 a partir del seu anterior expedient acadèmic a l'Oberlin College. Tot i que l'escola l'acceptava, encara va haver de fer front a la discriminació. No se li permetia interactuar directament amb els directius blancs, obrint la possibilitat que un professor, també blanc, respongués a totes les preguntes que haguessin de tenir els familars dels estudiants de l'escola. No obstant això, es va graduar amb una titulació en biblioteconomia el 1923, després d'un any d'estudis a l'escola, malgrat que el títol oficial no el va rebre fins al 1931.

## Carrera
Tot i que Powell Florence és reconeguda pel seu lloc en la història de la biblioteconomia, els seus primers treballs no la van dirigir en aquesta direcció. En graduar-se a Oberlin, Powell Florence es va traslladar a St Paul, Minnesota on va treballar per la YWCA com a secretària de les Girl Reserves of the Colored Girls Work Section. Després d'un any, Powell Florence va decidir que St Paul no era per a ella i va tornar a Pittsburgh.
Al seu retorn a Pittsburgh, Powell Florence es va adonar que volia convertir-se en professora. Mentre va estar a Oberlin, havia participat en grups comunitaris i clubs literaris del campus, i tenia una gran passió pel treballar amb nens. Powell Florence va pensar que la combinació de la seva experiència treballant amb nens a la YWCA, i la seva titulació en literatura anglesa seria més que una qualificació adequada per convertir-la en professora. Malauradament, el sistema escolar de Pittsburgh no va veure les seves qualificacions de la mateixa manera. Les escoles de Pittsburgh havien integrat el conjunt d'estudiants, però encara no estaven preparades perquè els professors negres impartíssin els seus coneixements als estudiants blancs. Per tant, no acceptarien Powell Florence com a professora. A desgrat seu, no va poder trobar la feina que desitjava, per la qual cosa va treballar durant dos anys al saló de bellesa de la seva tia.
Powell Florence no tenia vocació per treballar en el saló de bellesa, ni entrava en els seus objectius professional. La seva parella també la recolzava en el mateix sentit, animant-la per tal que pogués obtenir el títol de bibliotecària. Charles Florence sabia que Powell tenia un expedient acadèmic, determinació i un amor pels nens i els llibres, que la permetria triomfar en el programa de la Carnegie Library School. Degut a aquest suport, Powell Florence va sol·licitar la seva admissió i va ser acceptada, tot i els recels de l'escola sobre la seva carrera.
Després de la seva graduació, Powell Florence va demanar feina a totes les biblioteques del país que sembléssin tenir més probabilitats de contractar un bibliotecari afroamericà. Finalment, Powell Florence va ser contractada al sistema de la Biblioteca Pública de Nova York on va prestar els seus serveis fins al 1927. Després de deixar el sistema de la Biblioteca Pública de Nova York, Powell Florence va aconseguir una altra posició destacada: esdevingué la primera afroamericana que va presentar i superar els exàmens universitaris de biblioteconomia a Nova York. Un cop finalitzada la prova, Powell Florence va ser nomenada bibliotecària de la Seward Park High School de Brooklyn.
El 18 de juliol de 1931, Virginia Proctor Powell i Charles Wilbur Florence es van casar finalment. Havien decidit endarrerir el matrimoni fins aquest moment per centrar-se en les seves respectives carreres i formacions. A més de l'èxit de Powell Florence, el seu marit també va aconseguir uns bons reptes acadèmics, amb estudis de grau i postgrau de la Universitat de Pittsburgh, i va dedicar dos anys a Harvard a amb un doctorat, però no va acabar acomplint els requisits. Mentre es trobava a Boston, Florence va ser escollida per convertir-se en la presidenta de la Lincoln University of Missouri a Jefferson City, Missouri. Després del casament, la parella es va traslladar a Jefferson City, perquè Florence pogués començar la seva feina. Powell Florence va agafar vuit anys d'excedència com a bibliotecària per assumir el paper de "Primera Dama" de la Lincoln University. A Missouri, se la va descriure com una bibliotecària elegant, educada en la conversa, i una habitual en les reunions socials i clubs de lectura.
El 1938, la parella es va traslladar de nou per seguir una altra oportunitat laboral en la carrera de Florence. Aquest cop a Richmond, Virginia. Powell Florence no va poder trobar feina per ella mateixa a Richmond i va decidir prendre una posició a Washington, DC, lluny del seu marit. El trasllat a Washington, DC, va permetre que Powell Florence tornés a la feina bibliotecària on va treballar a la Cordoza High School fins al 1945. A causa de complicacions sanitàries, Powell Florence va haver de deixar de treballar al sistema escolar de Washington, DC i va tornar a Richmond.
No obstant, la salut de Powell Florence milloraria, i li va permetre tornar a la seva carrera de bibliotecària. Va treballar al sistema escolar de Richmond a la Maggie L. Walker Senior High School fins al 1965 quan es va retirar del camp de la biblioteconomia. Tot i que ja no es trobava amb capacitat laboral, ella i el seu marit van abraçar el moviment pels drets civils del moment. Powell Florence va assenyalar en el seu qüestionari de classe de reunions d'alumnes de 1968 que "El meu marit i jo, sent negres, estem especialment interessats en els drets civils i les millors relacions racials. Treballem amb la nostra església, YWCA, i la Croada de Richmond per als electors cap a aquest objectiu ".
Virginia Proctor Powell Florence va morir el 1991 als 93 anys a Richmond.

## Reconeixements
Les contribucions de Powell Florence a la biblioteconomia es van reconèixer dècades després que es convertís en la primera dona negra dels Estats Units en obtenir un títol de bibliotecari. Va ser reconeguda per la Universitat de Pittsburgh el 1981 amb el premi Special Award for Oustanding Professional Service. També a títol pòstum el 2004 amb una placa al vestíbul de l'edifici de les ciències de la informació. A més, l'American Library Association va reconèixer la seva vàlua en incloure-la en la seva llista "100 líders més importants que hem tingut al segle XX", en la posició 34 del rànking.